# 미션 바라바
"미션 바라바"(일본어: 親分はイエス様)는 2002년에 개봉한 한일 합작 영화이다.

## 캐스팅
- 와타세 츠네히코 : 유지 역
- 오쿠다 에이지 : 시마 역
- 나영희 : 성애 역
- 윤유선 : 영희 역
- 정영숙 : 어머니 역